# Tuffanelli Derrico
O Tuffanelli Derrico é o modelo da Deidt utilizado entre 1950 e 1953. Foi guiado por Tony Bettenhausen, Duane Carter, George Fonder, Mack Hellings, Bill Holland, Danny Kladis, Pat O'Connor, Mauri Rose e Spider Webb.